# 喙突希蛛
喙突希蛛（学名：Achaearanea rostra）为球蛛科希蛛属的动物。在中国大陆，分布于广西等地，多栖息于茶园 茶树丛中。该物种的模式产地在广西凤山。